# Mejiro universitet

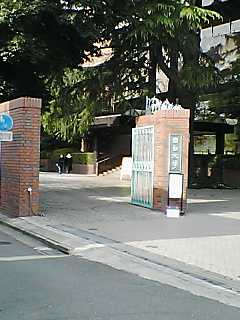
Porten till Shinjukucampuset

Mejiro universitet (目白大学; Mejiro daigaku) är ett privatuniversitet i Tokyo med ett campus i Iwatsuki, Saitama och ett i Shinjuku. Universitetet var ursprungligen en ren flickskola, men tar nu[när?] in både män och kvinnor. Stiftelsen bakom universitetet driver också ett flickgymnasium som är beläget på Shinjukucampuset. Skolan grundades 1918.